# Zapadni Sussex
| Zapadni Sussex ceremonijalna grofovija                                        | Zapadni Sussex ceremonijalna grofovija      |
| ----------------------------------------------------------------------------- | ------------------------------------------- |
|                                                                               |                                             |
| Zemljopis                                                                     |                                             |
| Država                                                                        | Ujedinjeno Kraljevstvo                      |
| Sastavna država                                                               | Engleska                                    |
| Status:                                                                       | Ceremonijalna i nemetropolitanska grofovija |
| Regija                                                                        | Jugoistočna Engleska                        |
| Lord-namjesnik                                                                | Susan Pyper                                 |
| Ured Visokog šerifa                                                           | Visoki šerif Zapadnog Sussexa               |
| Ime Visokog šerifa                                                            | Timothy Fooks                               |
| Površina                                                                      | 1.991 km²                                   |
| Administrativni centar:                                                       | Chichester                                  |
| ISO-kôd                                                                       | GB-WSX                                      |
| Demografija                                                                   |                                             |
| Stanovništvo Gustoća                                                          | 815.119 (2012.) 409 st./km²                 |
| Okruzi                                                                        |                                             |
| 1. Worthing 2. Arun 3. Chichester 4. Horsham 5. Crawley 6. Mid Sussex 7. Adur |                                             |

Zapadni Sussex (eng. West Sussex) je nemetropolitanska ceremonijalna grofovija Engleske i jedna od matičnih grofovija koja se nalazi u regiji Jugoistočna Engleska i graniči se s Istočnim Sussexom, Hampshireom i Surreyem. Administrativni centar je u gradu Chichester.

## Gradovi i mjesta
- Angmering, Arundel, Ardingly
- Balcombe, Bignor, Billingshurst, Bognor Regis, Bosham, Burgess Hill
- Chichester, Clapham, Crawley, Cuckfield
- East Grinstead, East Wittering
- Ferring
- Goring by Sea
- Haywards Heath, Henfield, Horsham, Horsted Keynes, Hurstpierpoint
- Keymer
- Lancing, Littlehampton
- Middleton on Sea, Midhurst
- Pease Pottage, Petworth, Pulborough
- Rustington
- Selsey, Shipley, Shoreham-by-Sea, Singleton, Southbourne, Southwick, Steyning, Storrington
- Three Bridges
- Worthing, Washington

## Znamenitosti
- Amberley Muzej
- Arundel Castle
- Barnham Windmill
- Bignor (rimska vila)
- Bluebell Railway
- Christ's Hospital
- Fishbourne Roman Palace (rimska vila)
- Aerodrom London-Gatwick
- Goodwood House
- Pallant House
- Selsey Bill
- South Downs Way
- South Downs
- Stansted Park
- Wakehurst Place

## Vanjske poveznice
- Službena stranica